# 木馬館
木馬館（もくばかん）は、東京市台東区浅草に存在する大衆演劇の劇場である。木馬館の1階部分が後に「木馬亭」と呼ばれ、浪曲の定席となる。

## 来歴

### 昆虫館
1907年（明治40年）、昆虫学者名和靖は日露戦争の勝利記念に昆虫館を建設したいと考え、東京市に「昆虫知識普及館」を設立、浅草寺脇の土地を貸与される（浅草公園第4区）。こうして、4月21日に「通俗教育昆虫館（つうぞくきょういくこんちゅうかん）」の名で開館した。
川端康成の筆になる『浅草紅団』の中にも「花屋敷と昆蟲館――この二つの小屋が、浅草の家庭的な遊び場として、諸君に知れ渡つてゐるのは、もちろん虎夫婦の寝相のためではない。メリイ・ゴオ・ラウンドの木馬があるからだ」という一節から、施設内での出来事が描かれた。
開館当初こそ人気があったもののすぐに経営は行き詰まり、1918年（大正7年）、根岸吉之助率いる根岸興行部に経営が移った。

### 安来節定席「木馬館」
- 1922年（大正11年）、1階に木馬が設置され、名称も「昆虫木馬館」となった[6]。はじめは楽団が、後にレコードを伴奏に使っていたという。
- 1931年（昭和6年）、2階の昆虫展示が無くなり昆虫館は消滅した[6]。
- 1938年（昭和13年）浅草オペラの流行のあとを受け、関西での流行をいち早く浅草（当初、常盤座）に持ってきていた安来節を興行の中心にした常打ち小屋とする（２階部分）[7]。以降39年続く[8][9]。（当時、浅草六区だけでも最大で玉木座、遊楽館、松竹座、大東京、十二階劇場、日本館、など8館ほどが安来節の興行を打ったが、木馬館のみ残る。）

出雲出身の春子、八千代、清子らの大和家三姉妹等が専属として所属。他に浪曲、講談、漫才などを色物として入れる。
- 1943年（昭和18年）に戦争激化のためにいったん木馬を外し、営業を止める。
- 1945年（昭和20年）3月10日 東京大空襲が浅草も襲い、六区興行街も大打撃を受けるが、（前年暮に焼夷弾が落ちたものの）木馬館は建物は幸いにも焼け残る。しかし、木馬を外していた廻り舞台には何組もの戦災者が住み着いていたという[10]。
- 戦後間もなくから木馬の復活に親子で取り組む[10]。
- 1946年秋 - 木馬が復活。2階も再び安来節を興行する[11]。
- 1956年（昭和31年）12月、建物としての木馬館が現在の鉄筋コンクリート2階建てになった[12]。木馬設置はここまで[10]。1階部分は映画館[13]。
- 1963年（昭和38年）ごろ、安来節の苦境続く[14]。

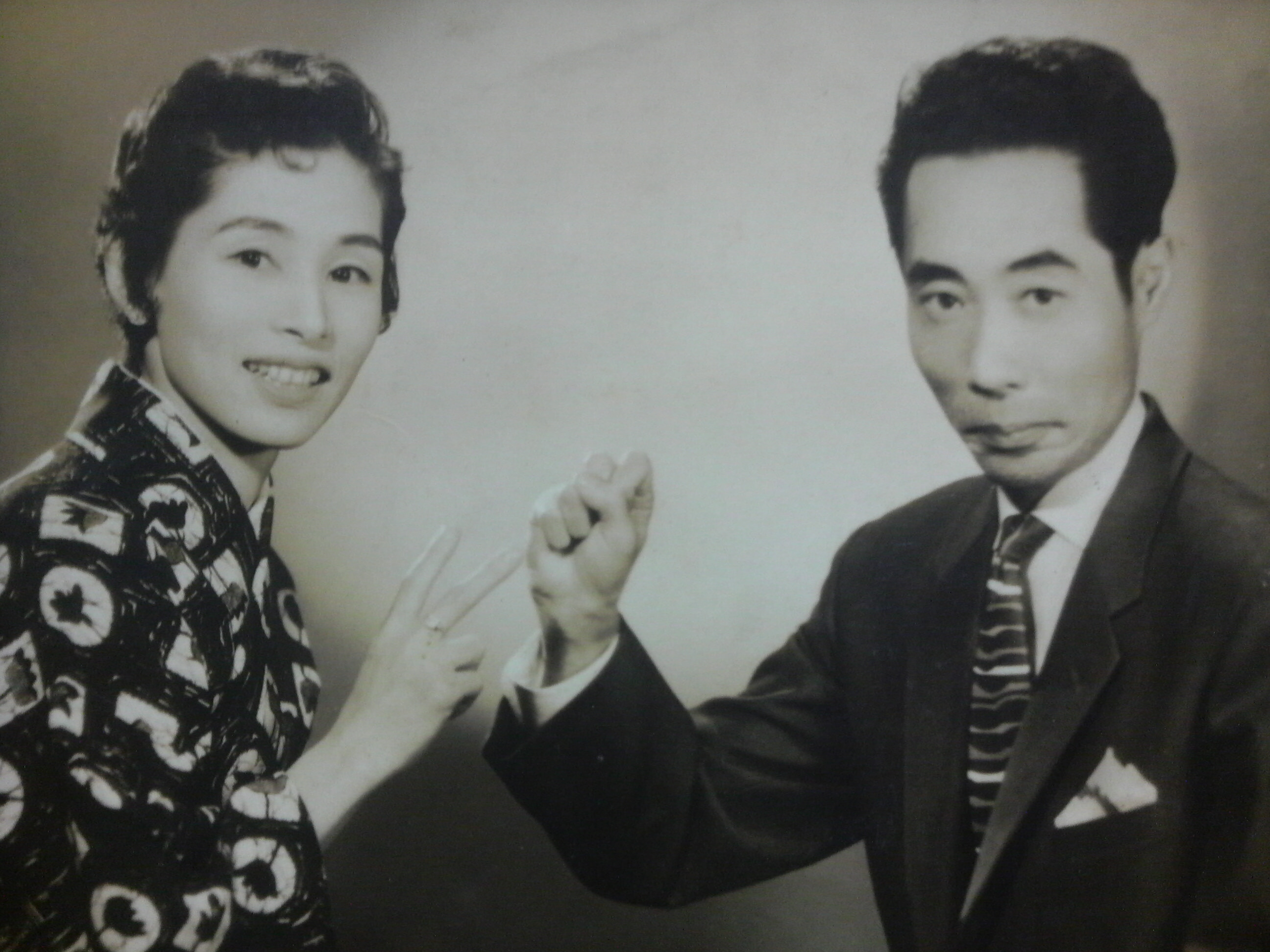
木馬館で漫才を上演したことがある大空ヒット（写真右）と三空ますみ

- 1967年（昭和42年）2階が大空ヒット・三空ますみを看板に、漫才若手育成を中心にした興行に変わる。安来節も演目の一つとして続く[15]。
- 1968年（昭和43年）1階が映画館からストリップ小屋「木馬ミュージックホール」になる[16]、
- 1969年12月12日～12月26日 フジテレビにて木馬館の安来節が舞台のドラマ「出雲の女」が放送される。全三回。主演：森光子、渥美清。
- 1970年（昭和45年）5月 浪曲師東家楽浦の要請により、1階部分が浪曲定席「木馬亭」となる（当初は「浪曲木馬会」）。（現在まで至る）
- 1976年12月29日 劇団東京乾電池旗揚げ公演。『花絵巻　江戸のずっこけ』。
- 1977年（昭和52年）6月1日～28日「安来節さよなら公演」[13]。（小沢昭一、永六輔、田谷力三も出演し、その上がりを専属座員の退職金に充てる。）ついに東京で安来節常時公演が消える。

### 木馬館大衆劇場
- 1977年（昭和52年）7月より[17]、それまで直営していた根岸興行部から篠原演芸場が借り受ける形で[18][19]、2階部分が大衆演劇の劇場となった。（現在まで至る）[20]

木馬設置時代を偲べるものとして、現在は1F入口脇に木馬（レプリカ）のモニュメントがある。

## 関連事項
- 浅草寺
- 浅草公園六区
- ノミのサーカス - 曾我廼家五九郎が客寄せに使ったという「蚤の踊り」はこれに類似したものと推測される。
- ジンタ - 木馬の伴奏に使われたのは、この浅草にゆかりの深い音楽であった。
- 浅草公園水族館 - カジノ・フォーリー - 地所が真隣り。現・5656茶屋に記念板がある。
- 出雲の女 - 安来節定席時代を描いたテレビドラマ。
- 古今亭志ん生_(5代目) - 三遊亭圓生_(6代目)[21] - 林家正蔵 - 浪花亭綾太郎 - 柳家三亀松 - 三門博 - 松鶴家千代若・千代菊 - 林伯猿 - 木村松太郎 - 松鶴家千とせ - 安来節定席時代に登場した主な芸人
- 劇団東京乾電池 - 旗揚げの地。
- 梅沢富美男